# سوپاپ

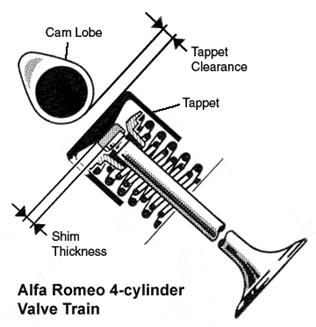
اجزا سوپاپ

سوپاپ (به فرانسوی: Soupape) یا دریچه یکی از قطعات قارچی شکل موتور است که روی سرسیلندر قرار می‌گیرد و ورود مخلوط هوا و سوخت و خروج دود را کنترل می‌کند.

کارکرد سوپاپ در موتورسوپاپ ورودی ، مخلوط هوا و بنزین(آبی رنگ) را هدایت می کند به سیلندرسوپاپ خروجی، دود باقی مانده از احتراق(قهوه ای) را به اگزوز هدایت می کند

## واژه‌شناسی
ریشه کلمه سوپاپ فرانسوی است (Soupape) به معنای دریچه. در کتاب های فرهنگ لغت به معانی زیر ترجمه شده است:
- در فرهنگ معین : "پولکی که روی دهانهٔ دریچه‌های سر سیلندر قرار گرفته و دریچه‌ها را سد می‌کند"
- در فرهنگ دهخدا : "سرپوش تلمبه و ماشین و غیره. باب. مخرج لوله. صفحه متحرک اندرون لوله بخاری"
- در فرهنگ فارسی : "دریچه، که آب رادرلوله تلمبه نگاه میدارد. ( اسم ) پولکی که روی دهانه دریچه های سر سیلندر قرار گرفته و دریچه ها را سد میکند . اگر این پولک از بالا و روی سر سیلندر واقع شود ( سوپاپ از رو ) و اگر در بدنه سر سیلندر واقع شود ویرا ( سوپاپ از زیر ) گویند . در هر سیلندر دو سوپاپ وجود دارد یکی مخصوص دریچه گاز است ( گاز مخلوط از بنزین و هوا ) و دیگری مخصوص دریچه دود است . این دو به سوپاپ دود معروفند . در مرکز این پولک ( سوپاپ ) میله ای وصل است که میل سوپاپ نام دارد . میل مزبور روی بادامک سوپاپ سوار میشود و به طریق خود کار ضمن کار موتور به مناسبت احتیاج پیستونها سوپاپ گاز باز میشود و مقداری گاز بنزین داخل انتهای سیلندر میگردد و پس از فشرده شدن به وسیله پیستون به عقب رانده میشود و در همین موقع سوپاپ دود باز شده دود از آن خارج و وارد لوله دود میگردد."
- در فرهنگ عمید : "۱. دریچه ای که قطع و وصل شدن جریان مادۀ سیالی را در مجرایی کنترل می کند. ۲. دریچۀ بالای سوراخ سیلندر که گاز از آن خارج می شود."[۱]

## انواع سوپاپ
در اینجا انواع سوپاپ و تعریف آن‌ها را می‌بینید.
1. سوپاپ ورودی (هوا یا بنزین).
2. سوپاپ خروجی (دود یا اگزوز).

## ساختمان سوپاپ
سوپاپ‌های متداول امروزی معمولاً از نوع سوپاپ قارچی شکل یا پایه‌دار می‌باشند. این سوپاپ‌ها شامل یک ساقه (که به مشابه ساقه قارچ است) و یک سر تخت و پهن (که مشابه کلاهک قارچ) می‌باشند. همچنین سر سوپاپ دارای یک لبه مورب است که وجه نامیده می‌شود. همچنین محل قرارگیری سوپاپ که معمولاً در کف سرسیلندر و گاهی در خود سیلندر قرار دارد نیز دارای یک لبه به نام نشیمنگاه است که به سیت سوپاپ مشهور است.
در انتهای دیگر سوپاپ یعنی بر روی ساقه آن یک یا بعضاً دو فنر قوی قرار دارد که به وسیلهٔ یک نگهدارنده و دو عدد خار به انتهای سوپاپ محکم شده‌اند. فنر سوپاپ موجب می‌گردد تا وجه سوپاپ بر روی نشیمنگاه سوپاپ محکم نگهداشته شده و بدین ترتیب از هر گونه نشتی در زمان‌های تراکم و قدرت جلوگیری شود. زاویه رایج برای وجه و نشیمنگاه سوپاپ ۴۵ درجه‌است. اما برای سوپاپ‌های هوا گاهی از زاویه ۳۰ درجه نیز استفاده می‌شود.

## طرز ساختن سوپاپ
سوپاپها را معمولاً در داخل قالبهای مخصوص با روش آهنگری می‌سازند و به وسیله عملیات حرارتی مخصوص سختی آن‌ها را به مقدار لازم بالا می‌برند تا در برابر حرارت و فشار محفظه احتراق مقاومت لازم را داشته باشد سپس به کمک فرز کاری و پرداخت شکل نهایی آن را کامل و آماده نصب می‌کنند.

## طرز کار سوپاپ
همانگونه که ذکر شد سوپاپ‌ها وظیفه دارند تا در زمان‌های مناسب ابتدا مخلوط سوخت و هوا را وارد سیلندر سازند. پس از آن در مراحل تراکم و قدرت (احتراق سوخت) بسته بمانند و سپس در مرحله تخلیه، گازهای ناشی از احتراق را از سیلندر خارج کند. اما مکانیسم عمل سوپاپ چگونه‌است و این تنظیم زمانی و نیز نیروی محرکه سوپاپ‌ها از کجا می‌آید؟

### زمانبندی کار سوپاپ‌
محل زمانبندی و تنظیم زمان‌های باز شدن یا بسته ماندن سوپاپ‌ها را قطعه‌ای به نام میل بادامک انجام می‌دهد. این میله با توجه به ساختار و شکل برجستگی‌های روی آن (بادامک‌ها) تعیین می‌کند که سوپاپ‌ها می‌بایست در چه زمانی باز شده و پس از آن بسته شوند. همچنین تعیین می‌کند که بسته ماندن سوپاپ‌ها می‌بایست تا کی ادامه پیدا کند. همانگونه که ذکر شد حرکاتِ باز و بسته شدن سوپاپ‌ها می‌بایست با حرکات بالا و پایین رفتن پیستون در سیلندر، کاملاً هماهنگ باشد. برای تأمین کردن این هماهنگی در ساختمان موتورها، میل بادامک‌ها را در ارتباط ثابت و همیشگی با میل‌لنگ نگه می‌دارند.
از آنجا که میل‌لنگ تحت تأثیر حرکات بالا و پایین پیستون می‌چرخد از این‌رو حرکت میل بادامک به خودی خود با حرکت پیستون هماهنگ می‌شود. این هماهنگی باعث می‌شود تا در لحظه پایین آمدن در ابتدای کورس خود، به منظور مکش هوا به داخل سیلندر میل بادامک سوپاپ هوا را باز کند. این کار تا زمانی ادامه می‌یابد که پیستون شروع به متراکم ساختن هوای ورودی کند در این زمان سوپاپ هوا و سوپاپ دود هر دو بسته شده‌اند. بسته بودن سوپاپ تا پایان مرحله قدرت ادامه پیدا می‌کند در این لحظه با شروع حرکت رو به بالای پیستون، سوپاپ دود هم باز شده و تا رسیدن پیستون به نقطه مرگ بالا بازمی‌ماند. پس از آن سیکل (دور) جدیدی آغاز می‌شود.

## ویژگی‌های یک سوپاپ خوب
۱– یک سوپاپ خوب باید حرارت زیاد را تحمل کند و هادی خوبی برای انتقال حرارت خود به بدنه سرسیلندر باشد.
۲- حرارت زیاد نباید باعث سوختگی و ایجاد خوردگی در سوپاپ گردد.
۳- یک سوپاپ خوب باید در مقابل ضربات مقاوم باشد.
۴- یک سوپاپ خوب باید در مقابل سائیدگی مقاومت نماید.

## علت بریدن و سوختن سوپاپ
علت بریدن سوپاپ ممکن است بر اثر فشار بیش از حد موتور یا لقی گاید (یا به اصطلاح مرسوم مکانیک‌های تجربی گیت) سوپاپ باشد. علت سوختن هم ممکن است بر اثر گرمای بیش از حد موتور یا ریتارد بودن دلکو باشد.
```
رقیق بودن سوخت در دور موتور بالا یکی از علل اصلی سوختن سوپاپ است، این حالت می‌تواند در اثر کثیف بودن کاربراتور یا 
انژکتور
 یا نشت هوا از مانیفولد به مخلوط سوخت و هوا اتفاق بیفتد.
```

## انواع سیستم سوپاپ

### سیستم سوپاپ ایستاده (L هد)
این روش جدیدترین روش سیستم سوپاپ بوده که تمام سوپاپ‌های دود و گاز به‌طور ایستاده در یک طرف بلوک سیلندر قرار داشته و به وسیلهٔ فرمان گرفتن میل سوپاپ کار می‌کند (مانند جیپ‌های جنگی آمریکایی). در این روش به علت کوچک شدن محفظه احتراق و فرم خاص آن پر شدن سیلندر بهتر انجام می‌شود و راندمان حجمی موتور به ۸۸درصد نیز می‌رسد در این روش ورود گاز و خروج دود به شکل (L) است.
=== سیستم سوپاپ مختلط (F هد) 
در این روش سوپاپ گاز به‌طور معلق و سوپاپ دود به‌طور ایستاده قرار می‌گیرد تا عمل پر شدن سیلندر به علت نزولی جریان سوخت کنترل شود (مانند جیپ). خروج دود و گاز به صورت (F) شکل می‌باشد.

### سیستم سوپاپ معلق (I هد)
در این روش هر دو سوپاپ گاز و دود درسیلندر قرار دارد (مانند پیکان و تویوتا) و جهت خروج گاز و ورود دود در یک خط مستقیم به شکل (I) می‌باشد که راندمان حجمی موتور ۹۰ درصد می‌باشد.

### سیستم سوپاپ ردیفه (T هد)
این روش که در موتورهای قدیمی بکار می‌رود شامل دو میل بادامک است که با یکی سوپاپ دود و با یکی سوپاپ گاز باز و بسته می‌شود. راندمان حجمی موتور در سیستم سوپاپ ردیفه به علت بد پر شدن سیلندر ۷۵ درصد می‌باشد و خروج و ورود سوخت به شکل (T) می‌باشد.